# Poecilia formosa
A Poecilia formosa é um peixe de água fresca originária do Rio Grande, sul do Texas, a Veracruz, no México. Habita enseadas e piscinas tranquilas de córregos e valas, geralmente sobre a lama. Esta é uma espécie composta unicamente por fêmeas e que provavelmente tenha se originado como resultado da hibridação entre Poecilia latipinna e Poecilia sphenops. 
Reproduz através de partenogênese desencadeada por cópula e estímulo por um espermatozóide a partir de qualquer espécie parental. Isto significa que enquanto as fêmeas se acasalam com os machos, o material genético do macho não é incorporado aos óvulos diplóides que a mãe carrega (exceto em circunstâncias extraordinárias), resultando em clones idênticos da mãe . 
Na natureza, a Poecilia formosa tipicamente acasala com um macho de quatro espécies diferentes, quer seja Poecilia latipinna, Poecilia mexicana, P. latipunctata e ocasionalmente P. sphenops, segundo recentes estudos a incorporação do DNA dos machos ocorre ocasionalmente, sendo uma forma encontrada pela espécie para reduzir os prejuízos genéticos causados pela autofecundação, que em alguns casos poderia levar a extinção da espécie . Um exemplar macho que eventualmente poderia existir em escala natural na espécie Poecilia formosa e que poderia induzir partenogênese nas fêmeas seria um exemplar triplóide do sexo masculino. Estes triplóides machos são muito raros na natureza e não são necessários em matéria de reprodução da espécie, razão pela qual a espécie é considerada como sendo formada totalmente por exemplares do sexo feminino.
A Poecilia formosa atinge a maturidade sexual em qualquer lugar entre o primeiro e o sexto mês de nascimento, produzindo ninhadas entre 60 e 100 alevinos a cada 30-40 dias. Desta maneira temos um grande potencial de crescimento da população. A grande variabilidade no tempo de maturidade e no tamanho das ninhadas são resultados da herança genética, da variação de temperatura e da disponibilidade de alimentos. Elas vão se tornar sexualmente maduras com mais rapidez e produzir maiores descendentes em água morna (aproximadamente 26 °C) e que seja abundante em alimentos.